# Блик, Вильгельм
Вильгельм Генрих Иммануэль Блик (нем. Wilhelm Heinrich Immanuel Bleek; 8 марта 1827, Берлин — 17 августа 1875) — немецкий лингвист, специалист по африканским языкам. Сын теолога Фридриха Блика.

## Биография
Окончил Боннский университет (1851). Уже в это время Блика интересовали языки Африки: его дипломная работа была посвящена попыткам найти родство между языками Северной и Южной Африки, поскольку тогда бытовало мнение, что все африканские языки должны быть родственны друг другу. Параллельно Блик изучал древнееврейский и древнеегипетский языки.
В 1854 году Блик в качестве лингвиста вошёл в состав экспедиции в район реки Нигер и озера Чад, однако, заболев в пути, вынужден был вскоре вернуться в Европу. В Англии он встретился с епископом Наталя Джоном Уильямом Коленсо, который предложил Блику вместе закончить начатую им работу над словарём зулусского языка. Вследствие этого приглашения Блик отправился в Южную Африку, где и прожил почти безвыездно остаток жизни. По завершении работы с Коленсо он в 1855 году переехал в Кейптаун, где стал хранителем обширной библиотеки губернатора Капской провинции сэра Джорджа Грея. Когда Грей был назначен губернатором Новой Зеландии, он подарил своё собрание книг Южно-Африканской публичной библиотеке с условием, что Блик останется её хранителем.
В 1857 году Блик впервые встретился с представителем бушменского народа: в Кейптаун бушмены, жившие на севере страны, попадали не иначе как в качестве подсудимых или заключённых. Общение с тремя заключёнными тюрьмы Роббен-Айленд дало Блику материал для первой части его главного труда — «Сравнительного словаря южно-африканских языков» (англ. A Comparative Grammar of South African Languages), изданной в Лондоне в 1862 году. Блик сперва записывал у своих информантов отдельные слова, затем учился понимать связные истории. Вторая часть словаря появилась в 1869 году.
Начиная с 1870 года Блик работал совместно с Люси Ллойд, сестрой своей жены. В это время в тюрьму поступила новая партия заключённых, говоривших на другой разновидности языка. По договорённости с тюремными властями одного из заключённых поселили в доме Блика, вместо тюрьмы, позднее к нему добавился второй, более старший по возрасту и потому лучше знакомый с фольклором своего народа. Блик и Ллойд существенно расширили перспективу исследований, дополнив её лингвистическое измерение записью бушменского фольклора, исследованием обрядов и обычаев, антропометрическими обследованиями. Делались также фотографии.
После смерти Блика его работу продолжила Ллойд, а позднее и его дочь Доротея Блик. Их совместный архив, хранящийся в университете Кейптауна, включён ЮНЕСКО в программу «Память мира», объединяющую наиболее ценные архивные источники по истории человечества.